# Cornillon-sur-l'Oule
 Cornillon-sur-l'Oule  là một xã thuộc tỉnh Drôme trong vùng Auvergne-Rhône-Alpes đông nam nước Pháp. Xã Cornillon-sur-l'Oule nằm ở khu vực có độ cao từ 470-1223 mét trên mực nước biển.
- Communes of the Drôme department